# معظمة

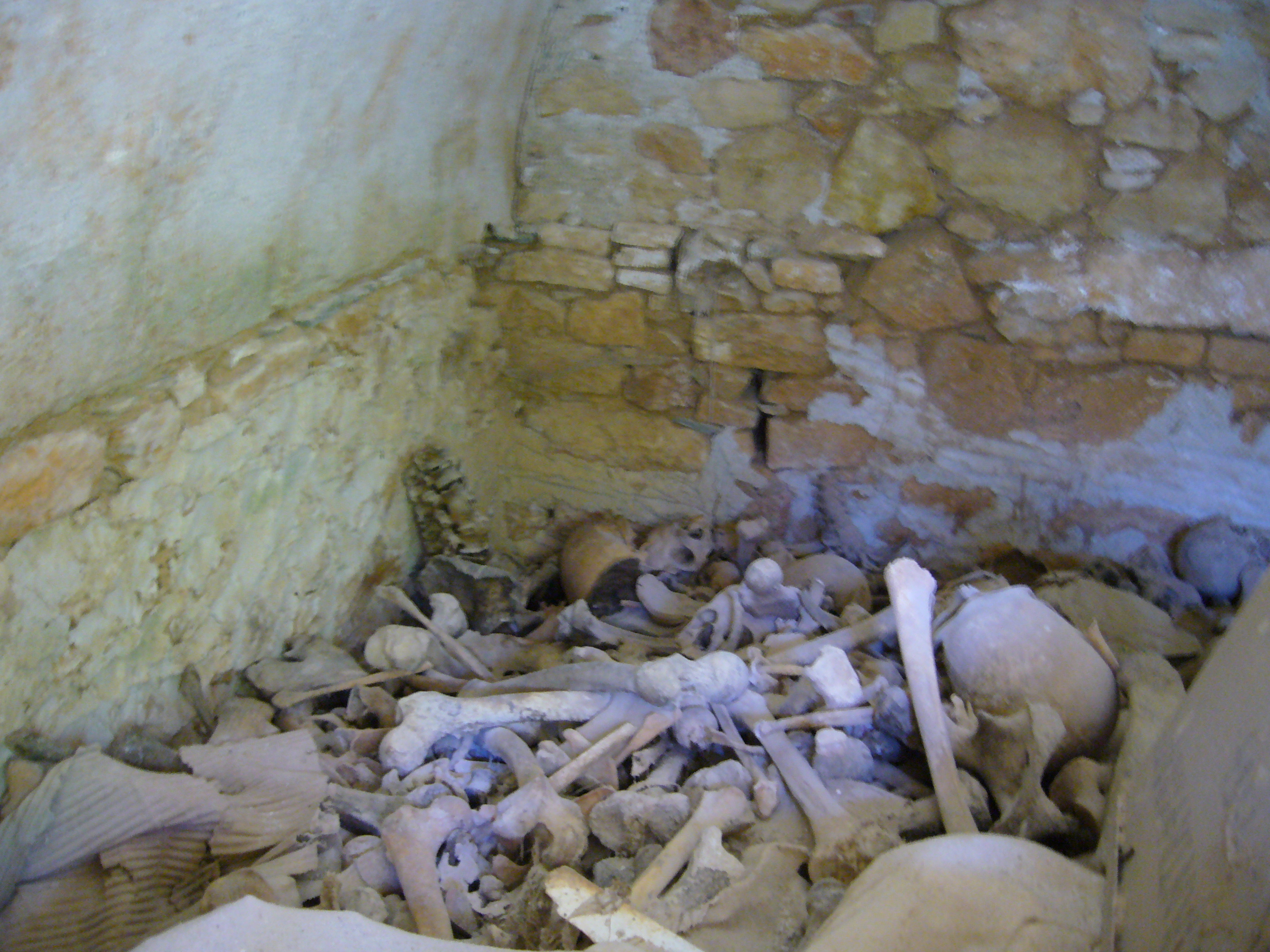
محتويات معظمة كنيسة روم أرثوذكس يُظهر بقايا هياكل عظمية بشرية مفككة

المَعْظَمة هو قبو أو مبنى تُخزن فيها بقايا الهياكل العظمية البشرية. غالبًا ما تُبنى قرب الكنائس لإيداع العظام التي تستخرج أثناء حفر القبور. قد يستخدم المصطلح لوصف مكان مليء بالموت والدمار.